# Xylotrechus atrolineatus
Xylotrechus atrolineatus är en skalbaggsart som beskrevs av Maurice Pic 1917. Xylotrechus atrolineatus ingår i släktet Xylotrechus och familjen långhorningar. Inga underarter finns listade i Catalogue of Life.